# Catherine Cortez Masto
Catherine Marie Cortez Masto (Las Vegas, 29 de março de 1964) é uma advogada e política norte-americana, atualmente Senadora dos Estados Unidos pelo estado de Nevada desde janeiro de 2017. Filiada ao Partido Democrata, foi anteriormente Procuradora-Geral de Nevada entre janeiro de 2007 a janeiro de 2015.
Cortez Masto concluiu um Bachelor of Science pela Universidade de Nevada em Reno em 1986 e um Juris Doctor pela Universidade Gonzaga em 1990. Trabalhou por quatro anos como advogada civil em Las Vegas, dois anos como promotora criminal no escritório do Procurador-Geral em Washington, D.C., e foi chefe de gabinete do Governador Bob Miller.
Em novembro de 2006, Cortez Masto elegeu-se Procuradora-Geral de Nevada, sendo reeleita em 2010. Em novembro de 2016, foi eleita Senadora ao derrotar o republicano Joe Heck por 47,1-44,7 por cento. Ao ser empossada em 3 de janeiro de 2017, tornou-se a primeira mulher latina a integrar o Senado dos Estados Unidos.